# Berg (Thanstein)
Berg ist ein Ortsteil der Gemeinde Thanstein im Oberpfälzer Landkreis Schwandorf in Bayern.

## Geographische Lage
Berg liegt ungefähr zwei Kilometer östlich von Thanstein und etwa einen Kilometer westlich der Bundesstraße 22.

## Geschichte

### Anfänge bis 18. Jahrhundert
Berg (auch: Perg) wurde bereits 1267, 1281 und 1296 im Zusammenhang mit Klosterschenkungen schriftlich erwähnt.
1582 gehörte Berg zur Pfarrei Thannstein, auf der Otto von Ebleben das Präsentationsrecht hatte.
Das Steuerbuch von 1631 verzeichnete für Berg einen Hof, zwei Güter, ein Gütel, ein Söldenhäusel, einen Inwohner (Hütmann), 35 Rinder, 8 Schweine und 29 Schafe.
Während des Dreißigjährigen Krieges wurden in Berg zwei Anwesen von insgesamt 7 verwüstet und lagen danach öde.
1717 hatte Berg 9 Häuser, darunter ein Hüthaus, 8 Höfe, 9 Feuerstätten und 8 Untertanen.
1785 gab es in Berg 9 Untertanen.
Ende des 18. Jahrhunderts gehörten die Orte Bach, Berg, Dautersdorf, Großenzenried, Hebersdorf, Jedesbach, Kulz, Pillmersried, Tännesried, Thanstein und Zengeröd zur Hofmark Thanstein. Besitzer war die Familie Holnstein.

### 19. Jahrhundert bis Gegenwart
Zu Beginn des 19. Jahrhunderts wurde staatlicherseits versucht die Verwaltungsstruktur zu vereinfachen und – gegen den zähen Widerstand der Besitzer – die Gerichtsbarkeit auf den Staat zu übertragen. Dieser Prozess verlief in mehreren Schritten.
Durch Säkularisation und Mediatisierung wurden die zersplitterten territorialstaatlichen Gebilde und die differenzierte Struktur der gerichts- und grundherrlichen Zuordnungen beseitigt und versucht, die gutsherrlichen Rechte nach und nach zu reduzieren.
Es wurden Landgerichte älterer Ordnung gebildet.
Entsprechend einer Verordnung von 1808 wurde das Landgericht Neunburg vorm Wald in 55 Steuerdistrikte unterteilt.
Dabei bildete Pillmersried mit den Ortschaften Berg, Pillmersried, Saxlmühl, Tännesried, Thannmühle und Weihermühle einen Steuerdistrikt.
Berg hatte zu dieser Zeit 10 Häuser, einen Weber und gehörte zur Hofmark Thanstein.
1820 wurden Ruralgemeinden gebildet.
Dabei entstand die Ruralgemeinde Berg, die aus der Ortschaft Berg mit 13 Familien, der Ortschaft Tännesried mit 7 Familien, der Ortschaft Thannmühle mit einer Familie und der Ortschaft Weihermühle mit einer Familie bestand.
Zum Stichtag 23. März 1913 (Osterfest) wurde Berg als Teil der Pfarrei Thanstein mit 13 Häusern und 78 Einwohnern aufgeführt.
Bis 1946 war Berg eine selbständige Gemeinde zusammen mit den Ortschaften Berg, Haindlhof, Kundlmühle, Tännesried, Thannmühle und Weihermühle.
Als 1946 die Gemeinde Berg aufgelöst wurde, kam Berg zur Gemeinde Thanstein.
Am 31. Dezember 1990 hatte Berg 51 Einwohner und gehörte zur Pfarrei Thanstein.